# マゾフシェ公国

マゾフシェ公国
Księstwo Mazowieckie

公国の地方行政区分

| 先代                                                                          | 次代 |
| ----------------------------------------------------------------------------- | --- |
| ポーランド王国 プウォツク公国 ワルシャワ公国 (中世) チェルスク公国 ラヴァ公国 | ポーランド王国 クヤヴィ公国 ドブジン公国 プウォツク公国 ワルシャワ公国 (中世) ヴィズナ公国 チェルスク公国 ベルズ公国 ラヴァ公国 |
マゾフシェ公国（マゾフシェこうこく、ポーランド語: Księstwo Mazowieckie）は、中世に存在したポーランド王国の封土として成立した公国の1つ。1138年にポーランド国家の分裂に伴って創設された。1138年 - 1275年、1294年 - 1310年、1370年 - 1381年および1495年 - 1526年の間に存在し、その間に小さい公国への分割と統一を繰り返した。分割によりクヤヴィ公国、ドブジン公国、チェルスク公国、プウォツク公国、ワルシャワ公国、ラヴァ公国およびベルズ公国が形成された。1526年、ポーランド王国によって再統合された。

## 概要

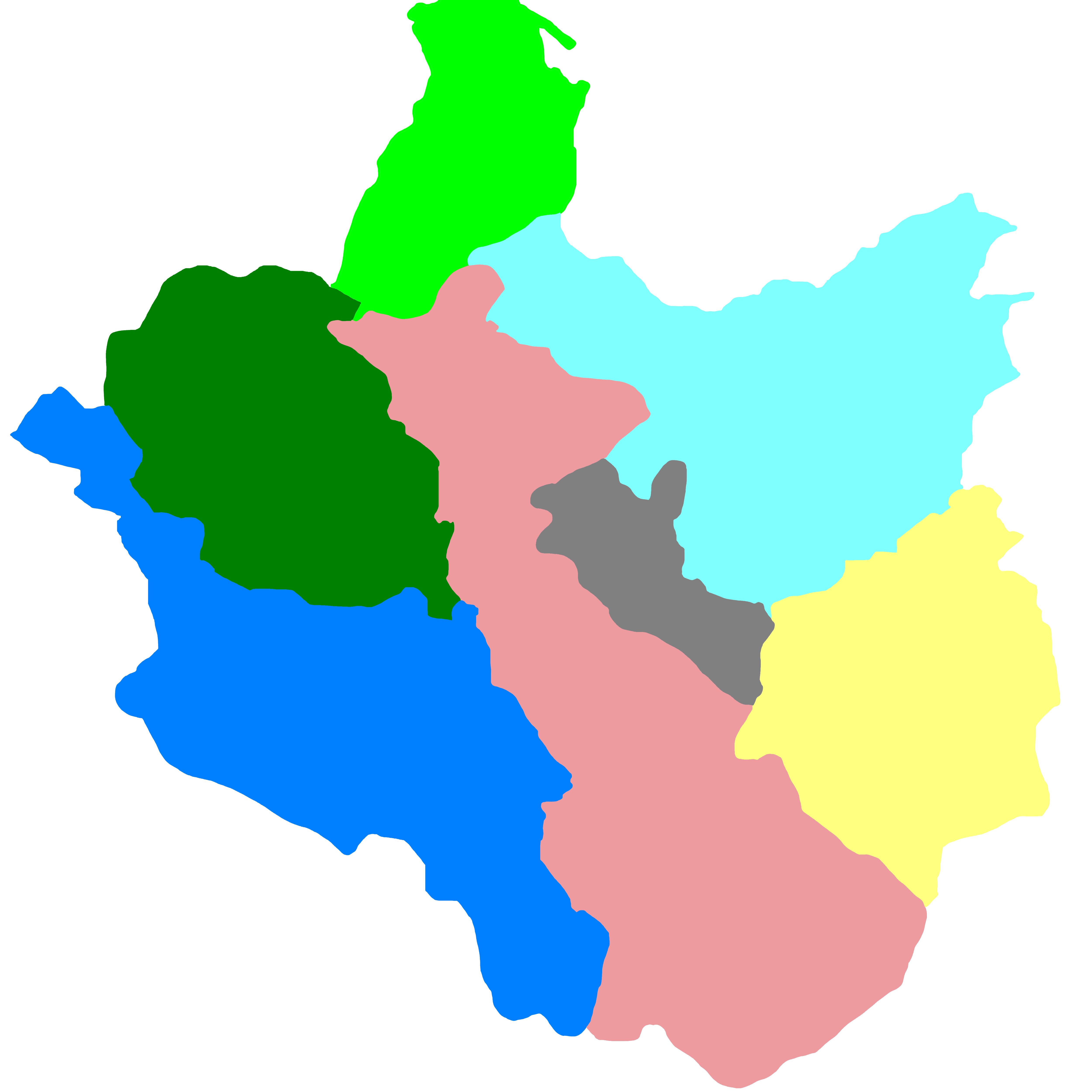
ボレスワフ3世の息子たちによるポーランドの分割相続:
長子領、ヴィエルコポルスカ東部、マウォポルスカ、クヤヴィ西部、ウェンチツァ地方およびシェラツ地方からなる
シロンスク領、ヴワディスワフ2世の分領
マゾフシェ領、ボレスワフ4世の分領
ヴィエルコポルスカ領、ミェシュコ3世の分領
サンドミェシュ領、ヘンリクの分領
ウェンチツァ地方、ボレスワフ3世の未亡人サロメアの寡婦領で、その死と同時に長子領に戻される
ポモジェ、長子領の支配者の封土

1138年に、ポーランド大公ボレスワフ3世は遺言状の中で、息子の一人で後に大公となるボレスワフ4世にマゾフシェの統治を任せた。公国の統治者は全てピャスト家の諸公が務めた。
歴代のマゾフシェ公の中でポーランド大公を務めたのは、ボレスワフ4世（在位1146年 - 1177年）とコンラト1世（在位1229年 - 1232年）の2人である。コンラトは異教徒のバルト・プロイセン人を討伐するためにドイツ騎士団を招聘したことで知られている。代わりに、プロイセンのジェミア・ヘウミンスカ（クルマーラント）を1230年に騎士団に譲渡した。ホーエンシュタウフェン家の皇帝フリードリヒ2世が発行したリミニの金印勅書（1226年）によると、これらの土地はドイツ騎士団国の核となった。1233年、コンラト1世はクヤヴィを次男カジミェシュ1世に与え、1247年にコンラト1世が死去した後にマゾフシェは長男ボレスワフ1世が継承し、翌年には弟のシェモヴィト1世が跡を継いだ。
シェモヴィトの息子コンラト2世（在位1264年 - 1294年）が居城をチェルスクに移したとき、コンラト2世と弟ボレスワフ2世は、ポーランドの長子領をめぐって、クヤヴィの親族やシレジア＝ピャスト家と長期にわたる対立を引き起こし、ピャスト家から遠ざかった。1295年にポーランド王国はプシェミスウ2世の戴冠によって復活したが、マゾフシェ公国は独立を維持していた。
1313年にボレスワフ2世が死去すると、公国は息子達で分割された。
- シェモヴィト2世 - ラヴァ公国（1345年まで）
- トロイデン1世 - チェルスク公国（1341年まで）
- ヴァツワフ1世およびその息子ボレスワフ3世 - プウォツク公国（1351年まで）

シェモヴィト2世およびボレスワフ3世には嗣子がおらず、トロイデン1世の息子カジミェシュ1世（在位1341年 - 1381年）が公国を再統一した。1351年、マゾフシェ公はポーランド王の封臣となったが、プウォツク司教区はグニェズノ大司教区の一部であり続けた。1381年にカジミェシュ1世が死去すると、公国は再びその息子達で分割された。
- ヤヌシュ1世スタルシ - チェルスク公国（1413年まで）、その後ワルシャワに拠点を移し、孫のボレスワフ4世（在位1429年 - 1454年）が継承
- シェモヴィト4世 - プウォツク＝ラヴァ公国（1426年まで）、ベルズ公国（1388年以降）

1385年、ポーランド・リトアニア合同が成立すると、公国はヤギェウォ朝の広大な王国の一部となった。マゾフシェ公国は1462年までベルズ公国をも支配した。
ラヴァ領およびプウォツク領が成立した後、1495年にボレスワフ4世の最後に生き残った息子コンラト3世ルディが、残りのマゾフシェ領を再び統合した。しかし、1526年にヤヌシュ3世が子供を残さずに死ぬと、公国はポーランド王国に併合されてマゾフシェ領とされた。16世紀末には旧公領内にポーランドの新しい都であるワルシャワが建設されることになる。
東プロイセンに接する北部地域には、もとはマゾフシェ出身のプロイセン入植者マズールィ人が大量に移住したり宗教亡命をしたりした。18世紀までに、東プロイセン地域に組み入れられたこの地域は非公式にマズーレン（マズールィ）と呼ばれるようになり、この地域のプロイセン人（ドイツ系）はルター派の信徒となったが、ポーランド系のマゾフシェ人たちはカトリック信仰を維持した。

## マゾフシェ公国の分割と統一
マゾフシェ公国は何度か分割と併合を経験した。
| 1138年 - 1275年    | マゾフシェ公国             | マゾフシェ公国             | マゾフシェ公国             | マゾフシェ公国             | マゾフシェ公国             | マゾフシェ公国             | マゾフシェ公国             | マゾフシェ公国             | マゾフシェ公国             | マゾフシェ公国             | マゾフシェ公国         | マゾフシェ公国         | マゾフシェ公国         | マゾフシェ公国         | マゾフシェ公国         |
| 1275年 - 1294年    | チェルスク公国             | チェルスク公国             | チェルスク公国             | チェルスク公国             | チェルスク公国             | チェルスク公国             | プウォツク公国             | プウォツク公国             | プウォツク公国             | プウォツク公国             | プウォツク公国         | プウォツク公国         | プウォツク公国         | プウォツク公国         | プウォツク公国         |
| 1294年 - 1310年    | マゾフシェ公国             | マゾフシェ公国             | マゾフシェ公国             | マゾフシェ公国             | マゾフシェ公国             | マゾフシェ公国             | マゾフシェ公国             | マゾフシェ公国             | マゾフシェ公国             | マゾフシェ公国             | マゾフシェ公国         | マゾフシェ公国         | マゾフシェ公国         | マゾフシェ公国         | マゾフシェ公国         |
| 1310年 - 1313年    | チェルスク公国             | チェルスク公国             | チェルスク公国             | マゾフシェ公国             | マゾフシェ公国             | マゾフシェ公国             | マゾフシェ公国             | マゾフシェ公国             | マゾフシェ公国             | マゾフシェ公国             | マゾフシェ公国         | マゾフシェ公国         | マゾフシェ公国         | マゾフシェ公国         | マゾフシェ公国         |
| 1313年 - 1345年    | ワルシャワ公国             | ワルシャワ公国             | ワルシャワ公国             | ワルシャワ公国             | ワルシャワ公国             | ワルシャワ公国             | ラヴァ公国                 | ラヴァ公国                 | ラヴァ公国                 | プウォツク公国             | プウォツク公国         | プウォツク公国         | プウォツク公国         | プウォツク公国         | プウォツク公国         |
| 1345年 - 1349年    | ワルシャワ＝ラヴァ公国     | ワルシャワ＝ラヴァ公国     | ワルシャワ＝ラヴァ公国     | ワルシャワ＝ラヴァ公国     | ワルシャワ＝ラヴァ公国     | ワルシャワ＝ラヴァ公国     | ワルシャワ＝ラヴァ公国     | ワルシャワ＝ラヴァ公国     | ワルシャワ＝ラヴァ公国     | プウォツク公国             | プウォツク公国         | プウォツク公国         | プウォツク公国         | プウォツク公国         | プウォツク公国         |
| 1349年 - 1351年    | ワルシャワ公国             | ワルシャワ公国             | ワルシャワ公国             | ワルシャワ公国             | ワルシャワ公国             | ワルシャワ公国             | ラヴァ公国                 | ラヴァ公国                 | ラヴァ公国                 | プウォツク公国             | プウォツク公国         | プウォツク公国         | プウォツク公国         | プウォツク公国         | プウォツク公国         |
| 1351年 - 1355年    | ワルシャワ公国             | ワルシャワ公国             | ワルシャワ公国             | ワルシャワ公国             | ワルシャワ公国             | ワルシャワ公国             | ラヴァ公国                 | ラヴァ公国                 | ラヴァ公国                 | ポーランドに併合           | ポーランドに併合       | ポーランドに併合       | ポーランドに併合       | ポーランドに併合       | ポーランドに併合       |
| 1355年 - 1370年    | ワルシャワ＝ラヴァ公国     | ワルシャワ＝ラヴァ公国     | ワルシャワ＝ラヴァ公国     | ワルシャワ＝ラヴァ公国     | ワルシャワ＝ラヴァ公国     | ワルシャワ＝ラヴァ公国     | ワルシャワ＝ラヴァ公国     | ワルシャワ＝ラヴァ公国     | ワルシャワ＝ラヴァ公国     | ポーランドに併合           | ポーランドに併合       | ポーランドに併合       | ポーランドに併合       | ポーランドに併合       | ポーランドに併合       |
| 1370年 - 1381年    | マゾフシェ公国             | マゾフシェ公国             | マゾフシェ公国             | マゾフシェ公国             | マゾフシェ公国             | マゾフシェ公国             | マゾフシェ公国             | マゾフシェ公国             | マゾフシェ公国             | マゾフシェ公国             | マゾフシェ公国         | マゾフシェ公国         | マゾフシェ公国         | マゾフシェ公国         | マゾフシェ公国         |
| 1381年 - 1434年    | ワルシャワ公国             | ワルシャワ公国             | ワルシャワ公国             | プウォツク＝ラヴァ公国     | プウォツク＝ラヴァ公国     | プウォツク＝ラヴァ公国     | プウォツク＝ラヴァ公国     | プウォツク＝ラヴァ公国     | プウォツク＝ラヴァ公国     | プウォツク＝ラヴァ公国     | プウォツク＝ラヴァ公国 | プウォツク＝ラヴァ公国 |                        |                        |                        |
| 1434年 - 1442/59年 | ワルシャワ公国             | ワルシャワ公国             | ワルシャワ公国             | ラヴァ公国                 | ラヴァ公国                 | ラヴァ公国                 | プウォツク公国             | プウォツク公国             | プウォツク公国             | ベルズ公国                 | ベルズ公国             | ベルズ公国             |                        |                        |                        |
| 1442/59年 - 1462年 | ワルシャワ公国             | ワルシャワ公国             | ワルシャワ公国             | プウォツク＝ラヴァ公国     | プウォツク＝ラヴァ公国     | プウォツク＝ラヴァ公国     | プウォツク＝ラヴァ公国     | プウォツク＝ラヴァ公国     | プウォツク＝ラヴァ公国     | プウォツク＝ラヴァ公国     | プウォツク＝ラヴァ公国 | プウォツク＝ラヴァ公国 | プウォツク＝ラヴァ公国 | プウォツク＝ラヴァ公国 | プウォツク＝ラヴァ公国 |
| 1462年 - 1471年    | マゾフシェ公国             | マゾフシェ公国             | マゾフシェ公国             | マゾフシェ公国             | マゾフシェ公国             | マゾフシェ公国             | マゾフシェ公国             | マゾフシェ公国             | マゾフシェ公国             | マゾフシェ公国             | マゾフシェ公国         | マゾフシェ公国         | マゾフシェ公国         | マゾフシェ公国         | マゾフシェ公国         |
| 1471年 - 1488年    | チェルスク公国             | チェルスク公国             | チェルスク公国             | チェルスク公国             | チェルスク公国             | ワルシャワ公国             | ワルシャワ公国             | ワルシャワ公国             | ワルシャワ公国             | ワルシャワ公国             | プウォツク公国         | プウォツク公国         | プウォツク公国         | プウォツク公国         | プウォツク公国         |
| 1488年 - 1495年    | チェルスク＝ワルシャワ公国 | チェルスク＝ワルシャワ公国 | チェルスク＝ワルシャワ公国 | チェルスク＝ワルシャワ公国 | チェルスク＝ワルシャワ公国 | チェルスク＝ワルシャワ公国 | チェルスク＝ワルシャワ公国 | チェルスク＝ワルシャワ公国 | チェルスク＝ワルシャワ公国 | チェルスク＝ワルシャワ公国 | プウォツク公国         | プウォツク公国         | プウォツク公国         | プウォツク公国         | プウォツク公国         |
| 1495年 - 1526年    | マゾフシェ公国             | マゾフシェ公国             | マゾフシェ公国             | マゾフシェ公国             | マゾフシェ公国             | マゾフシェ公国             | マゾフシェ公国             | マゾフシェ公国             | マゾフシェ公国             | マゾフシェ公国             | マゾフシェ公国         | マゾフシェ公国         | マゾフシェ公国         | マゾフシェ公国         | マゾフシェ公国         |